# Koreoniscus huaguoshanensis
Koreoniscus huaguoshanensis är en kräftdjursart som beskrevs av Tang och Hong 2000. Koreoniscus huaguoshanensis ingår i släktet Koreoniscus och familjen Trachelipodidae. Inga underarter finns listade i Catalogue of Life.